# Стояново (Чорноголовський міський округ)
Стоя́ново (рос. Стояново) — присілок у складі Чорноголовського міського округу Московської області, Росія.

## Населення
Населення — 32 особи (2010; 19 у 2002).
Національний склад (станом на 2002 рік):
- росіяни — 100 %